# Cole Zajanski
Cole Anthony Zajanski, född 19 september 2001, är en kanadensisk rodelåkare.

## Karriär
Vid VM 2025 i Whistler tog Zajanski brons tillsammans med Embyr-Lee Susko, Devin Wardrope, Theo Downey, Beattie Podulsky och Kailey Allan i lagstafetten.